# Insooni
Insooni (인순이?, In Sun-iLR, In SuniMR), pseudonimo di Kim In-soo (김인순?, 金仁順?, Gim In-sunLR, Kim In-sunMR; 5 aprile 1957), è una cantante sudcoreana, considerata una delle dive dell'R&B sudcoreano tutt'oggi, sebbene siano passati più di 30 anni dall'inizio della sua carriera.

## Biografia
Nata da madre sudcoreana e padre afroamericano ufficiale dell'esercito statunitense stanziato in Corea del Sud, Insooni è stata cresciuta solamente dalla madre.
Nel 1994 ha avuto una figlia di nome Jasmine Park, che studia alla Seoul International School come alunna onoraria.

## Carriera
Insooni debuttò nel 1978 in un gruppo musicale chiamato Hee sisters (희자매), e da allora ha pubblicato 19 album. È stata una dei pochi artisti stranieri ad esibirsi al Carnegie Hall di New York, USA, ed ha vinto diversi premi di importanza nazionale nelle cerimonie annuali di premiazione televisiva.
Per quanto riguarda il suo stile musicale, è molto apprezzata per la sua voce ricca e gutturale, soprattutto nelle esibizioni dal vivo.